# Adolf Freusberg
Adolf Freusberg (* 2. Juni 1802 in Bilstein; † 1. August 1869 in Olpe) war ein deutscher Landrat und Gutsbesitzer in Preußen.

## Leben und Wirken
Adolf Freusberg wurde als viertes von zehn Kindern der Eheleute  Caspar Freusberg und Maria Sophia Biegeleben geboren. Nach dem Reifezeugnis am  Gymnasium Arnsberg studierte er an den Universitäten  Bonn und  Göttingen Medizin und  Staats- und Rechtswissenschaft. Am 18. September 1824 bestand er die Prüfung zum Auskultator beim Hofgericht Arnsberg mit der Bemerkung „gute Rechtskenntnisse“. 1826 folgte die Prüfung zum Regierungs-Referendar bei der  Bezirksregierung Arnsberg mit dem Ergebnis „mittelmäßig bestanden“ und anschließender Ernennung zum Regierungs-Referendar. Die Prüfung zum Regierungs-Assessor bestand er am 2. April 1831 und erhielt am 25. April 1831 die Ernennungsurkunde zum Regierungs-Assessor bei der Regierung Arnsberg. Ein Jahr später folgte die Überweisung an die  Bezirksregierung Oppeln und die Ernennung zum Regierungsrat am 12. Juli 1834. Unmittelbar darauf wurde er an die  Bezirksregierung Liegnitz überwiesen. Der Kreistag Olpe wählte ihn am 27. Oktober 1836 einstimmig zum Kandidaten für das Amt des Landrats. Die Ernennungsurkunde zum Landrat des  Kreises Olpe erhielt er am 30. März 1837.
Freusberg war 1856 bis 1861 Mitglied des Provinziallandtags der Provinz Westfalen.
Am 21. Juni 1838 heiratete er in Erwitte Auguste Kreilmann. Er war Besitzer des  Gutshofs Schledorn, den sein Vater 1794 in einem total heruntergekommenen Zustand von Heinrich Ludwig von Schledorn erworben hatte. 

## Ehrungen
- Roter Adlerorden III. Klasse mit Schleife